# Вальєс (Валенсія)
Вальєс (ісп. Vallés (офіційна назва), валенс. Vallès) — муніципалітет в Іспанії, у складі автономної спільноти Валенсія, у провінції Валенсія. Населення — 141 особа (2010).

## Географія
Муніципалітет розташований на відстані близько 310 км на південний схід від Мадрида, 55 км на південь від Валенсії.

## Демографія
Динаміка населення (INE ):

## Галерея зображень

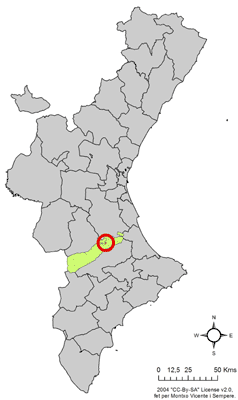
Розташування муніципалітету Вальєс у автономній спільноті Валенсія
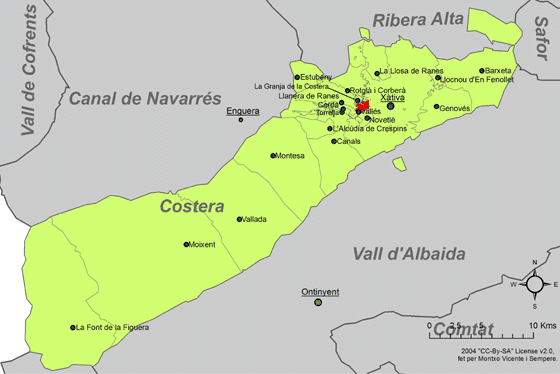
Розташування муніципалітету Вальєс у комарці Ла-Костера